# Liste de photographes de rue
Liste de photographe de rue. La photographie de rue est une photographie d'art qui présente la condition humaine dans les espaces publics et ne nécessite pas la présence d'une rue ou même d'un environnement urbain. Le sujet de la photographie peut être vide de personnes et peut être un objet ou un environnement où l'image projette un caractère résolument humain en fac-similé ou esthétique.

## Photographes de rue
- Berenice Abbott
- Christophe Agou
- Yūtokutaishi Akiyama
- Paul Almasy
- Manuel Álvarez Bravo
- Nobuyoshi Araki
- Eugène Atget
- Bruno Barbey
- James Barnor
- Letizia Battaglia
- Gianni Berengo Gardin
- Édouard Boubat
- Brassaï
- René Burri
- Charles Camberoque
- Henri Cartier-Bresson
- Jean-Philippe Charbonnier
- Mark Cohen
- Joan Colom
- Bill Cunningham[1]
- Bruce Davidson
- Michel Delluc
- Raymond Depardon
- Claude Dityvon
- Robert Doisneau
- Ken Domon
- Jacques Dubois
- Nikos Economopoulos
- William Eggleston
- Alfred Eisenstaedt
- Ed van der Elsken
- Mitch Epstein
- Elliott Erwitt
- Walker Evans
- Flo Fox
- Martine Franck
- Robert Frank
- Leonard Freed
- Lee Friedlander
- Cristina García Rodero
- Jean-Claude Gautrand
- William Gedney
- George Georgiou (en)
- Brice Gelot
- Bruce Gilden
- Thierry Girard
- Shigeo Gochō
- Harry Gruyaert
- Ara Güler
- Hiroshi Hamaya
- Charles Harbutt
- Erich Hartmann
- Tadahiko Hayashi
- Thomas Hoepker
- Frank Horvat
- Yasuhiro Ishimoto
- Izis
- Richard Kalvar
- Osamu Kanemura
- Alain Keler
- André Kertész
- Hiroh Kikai
- Chris Killip
- Ihei Kimura
- William Klein
- Josef Koudelka
- Witold Krassowski
- Germaine Krull
- Seiji Kurata
- Kineo Kuwabara
- Roland Laboye
- Sergio Larrain
- François Le Diascorn
- Guy Le Querrec
- Arthur Leipzig
- Saul Leiter
- Helen Levitt
- Vivian Maier
- Mary Ellen Mark
- Steve McCurry
- Louis Mendes (en)
- Susan Meiselas
- Ray Metzker (en)
- Olivier Meyer
- Joel Meyerowitz
- Xavier Miserachs
- Inge Morath
- Daidō Moriyama
- Jean Mounicq
- Shigeichi Nagano
- Masatoshi Naitō
- Charles Nègre
- Janine Niépce
- Hildegard Ochse
- Mitsugu Ōnishi
- Ruth Orkin
- Max Pam
- Trent Parke
- Gordon Parks
- Martin Parr
- Claude Pauquet
- Marc Paygnard
- Paolo Pellegrin
- Gilles Peress
- Bernard Plossu
- Denis Ponté
- Raghu Rai
- Tony Ray-Jones
- Marc Riboud
- Fulvio Roiter
- Willy Ronis
- Roger Schall
- Ferdinando Scianna
- Vladimir Sichov
- Raghubir Singh
- William Eugene Smith
- Brandon Stanton
- Fred Stein
- Louis Stettner
- Paul Strand
- Beat Streuli
- Homer Sykes
- Christer Strömholm
- Issei Suda
- Yutaka Takanashi
- Takeyoshi Tanuma
- Anya Teixeira (en)
- Guy Tillim
- Alexey Titarenko
- Toyoko Tokiwa
- Haruo Tomiyama
- Peter Turnley
- Burk Uzzle
- Al Vandenberg
- Roman Vishniac
- Weegee
- Alex Webb
- Sabine Weiss
- Henry Wessel Jr.
- Garry Winogrand
- Michael Wolf
- Bernard Pierre Wolff
- Michio Yamauchi
- Nakaji Yasui
- Jean-Marc Zaorski
- Patrick Zachmann
- Heinrich Zille

Photographes de rue
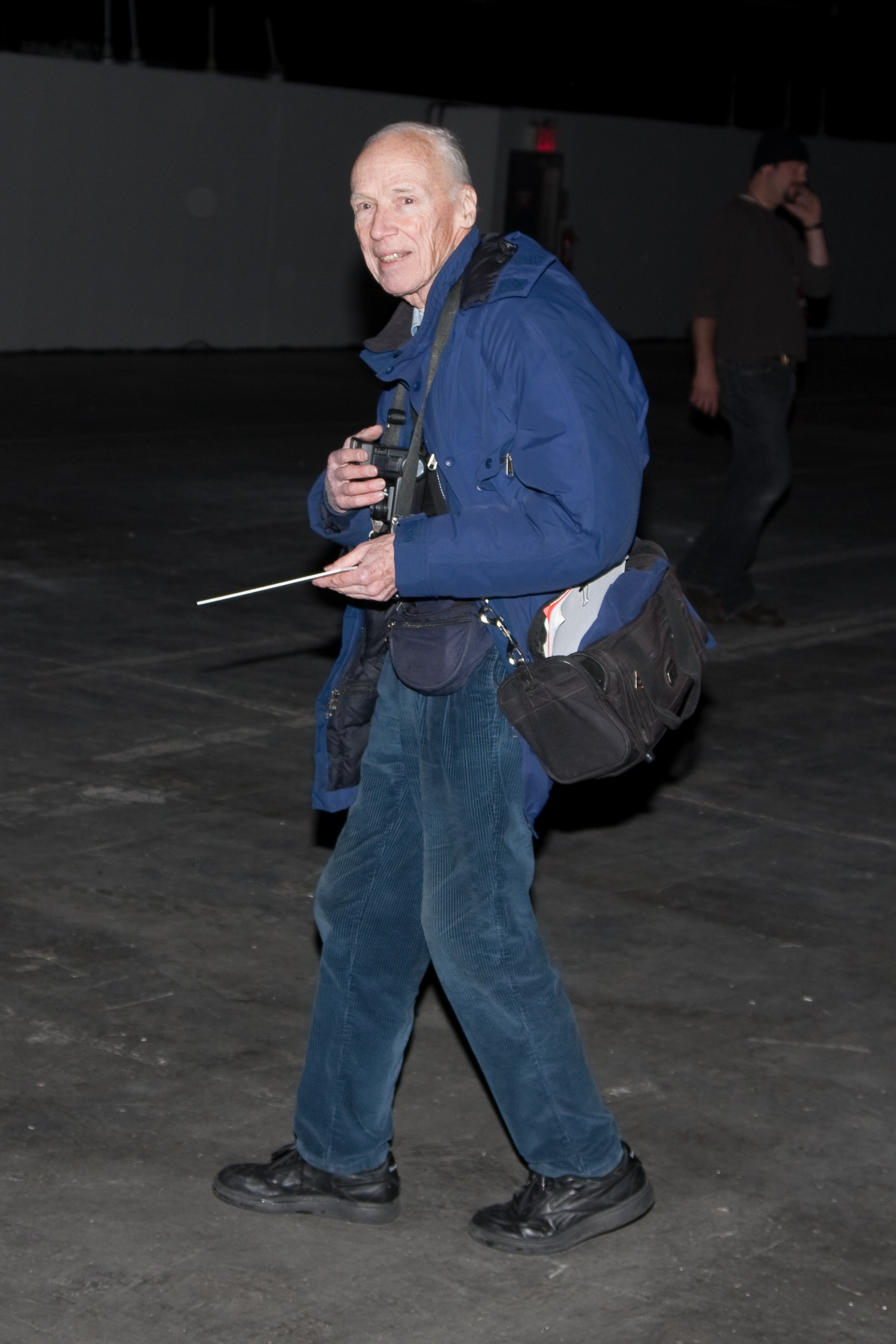
Bill Cunningham, 2010
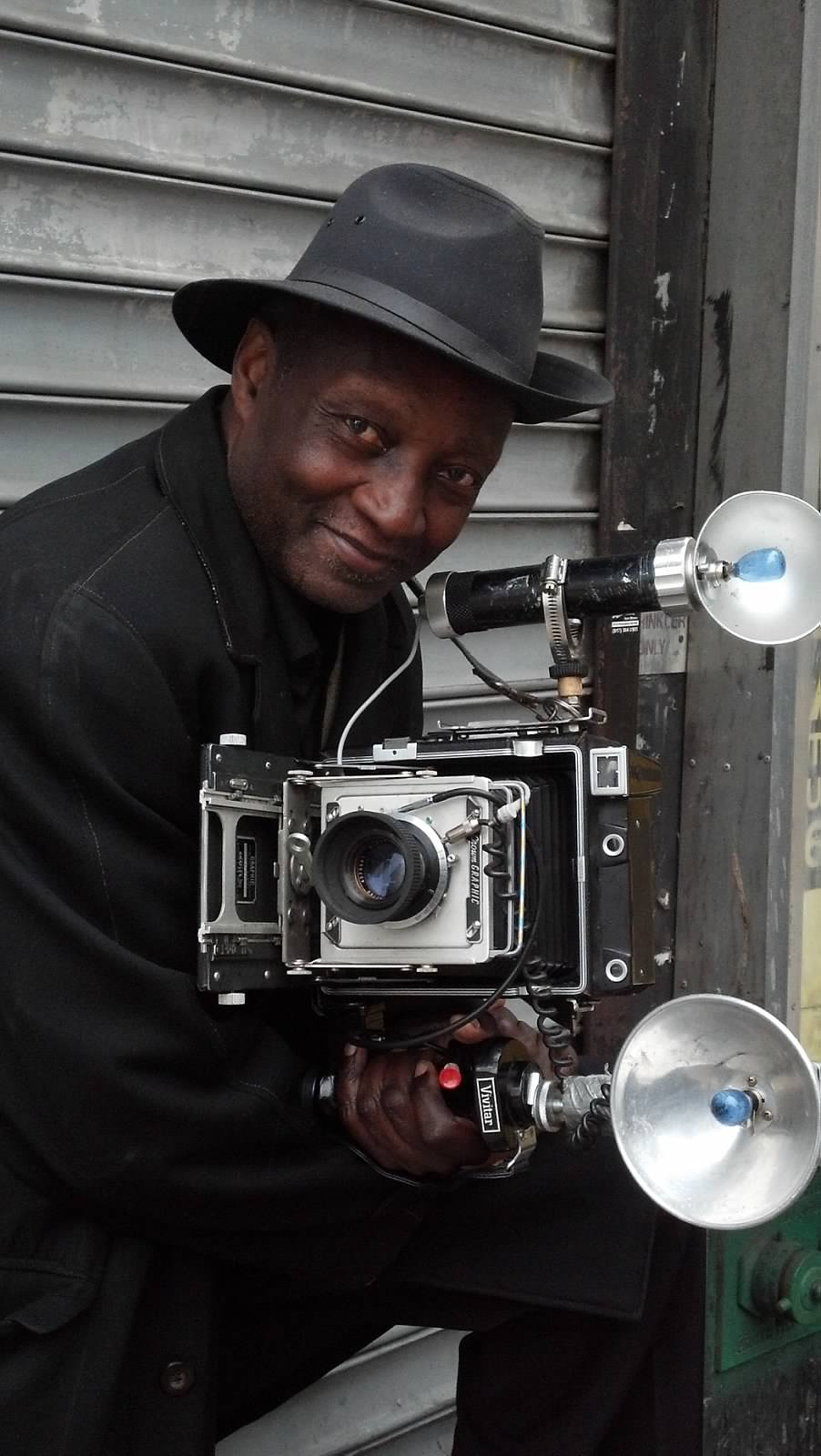
* Louis Mendes (en) à New York avec son appareil Speed Graphic
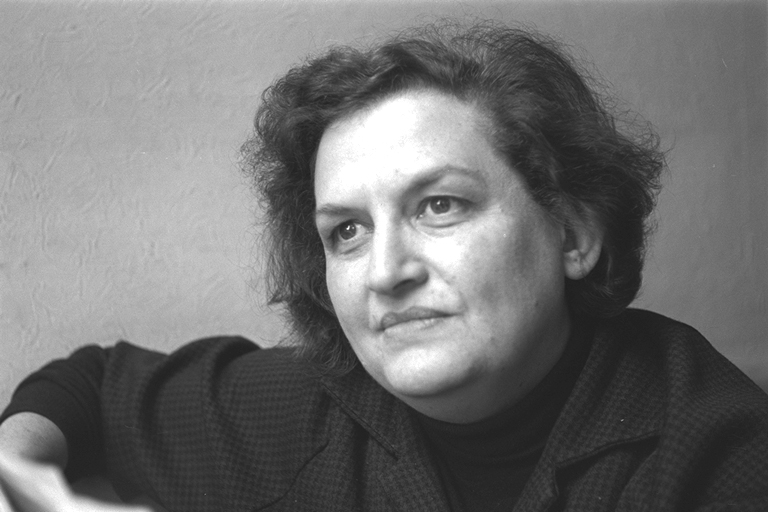
Anya Teixeira (en) (1913–1992)

## Source de la traduction
- (en) Cet article est partiellement ou en totalité issu de l’article de Wikipédia en anglais intitulé « List of street photographers » (voir la liste des auteurs).